# الجميع فقد
الجميع فقد (بالإنجليزية: All Is Lost)‏ هو فيلم نجاة أمريكي صدر في 2013 من تأليف وإخراج J. C. Chandor وبطولة روبرت ريدفورد بدور رجل ضائع في عرض البحر. روبرت هو الممثل الوحيد فيه كما أن الفيلم لا يحتوي تقريباً على أي حوار.

## طاقم التمثيل
- روبرت ريدفورد

## القصة
في مكان ما في المحيط الهندي، يستيقظ رجل (روبرت ريدفورد) ليجد المياه تُغرق قاربه، بعد أن اصطدم مع حاوية شحن مما أدى إلى ثقب بدن القارب. ويقوم باستخدام المرساة لإخراج الحاوية.
وتتضرر نظم الملاحة والاتصالات في القارب من خلال تسرب المياه فيحاول الرجل إصلاح الراديو البحري ويربط على واحدة من بطاريات القارب ويحاول إصلاح الهوائي ولكن بدون جدوى. ثم تهب عاصفة استوائية قادمة في الاتجاه المعاكس. عند وصول العاصفة، ثم يترك السفينة في قارب نجاة يمكن نفخه، ويخوض صراع من أجل البقاء.

## الميزانية والإيرادات
بلغت تكلفة إنتاج الفيلم حوالي 8.5 مليون دولار بينما حقق أرباحا تقدر بـ 13,600,000 دولار.

## روابط خارجية
- الجميع فقد على موقع IMDb (الإنجليزية)
- الجميع فقد على موقع ميتاكريتيك (الإنجليزية)
- الجميع فقد على موقع الموسوعة البريطانية (الإنجليزية)
- الجميع فقد على موقع روتن توميتوز (الإنجليزية)
- الجميع فقد على موقع نتفليكس (الإنجليزية)
- الجميع فقد على موقع قاعدة بيانات الأفلام العربية
- الجميع فقد على موقع ألو سيني (الفرنسية)
- الجميع فقد على موقع Turner Classic Movies (الإنجليزية)
- الجميع فقد على موقع أول موفي (الإنجليزية)
- الجميع فقد على موقع بوكس أوفيس موجو (الإنجليزية)